# Yellowstone Falls
Yellowstone Falls er to vandfald på Yellowstonefloden i Wyoming, USA. Begge faldene ligger inden for grænserne af Yellowstone National Park. Fra Yellowstone Lake flyder floden nord på gennem Hayden Valley, og efter at have forladt dalen, falder den først ud over Upper Yellowstone Falls og 400 meter længere nede af floden kommer så Lower Yellowstone Falls. Lower Yellowstone Falls fører floden ned i Grand Canyon of the Yellowstone, en ca. 300 meter dyb kløft.

## Historie
Det formodes at den første hvide, der så de to vandfald var pelsjæger og opdagelsesrejsende Jim Bridger, som kom til området i 1846. Faldene blev imidlertid først navngivet i 1869 af "The Folsom Party", en privat ekspedition, som udforskede området i samarbejde med den amerikanske regering. I 1870 tegnede menig Charles Moore, som var en del af den militære eskorte, som ledsagede den såkaldte "Washburn-Langford-Doane ekspedition", de første kendte tegninger af faldene. 
Under Hayden ekspeditionen i 1871 blev faldene fotograferet af William Henry Jackson og malet af Thomas Moran. I 1887 tog Frank J. Haynes de første vinterbilleder af Lower Yellowstone Falls. 

## Upper Yellowstone Falls
De øvre fald er omkring 33 meter høje. Brinkerne ved Upper Falls markerer grænsen mellem rhyolite (en meget hård lava art) og andre, blødere lavaarter, som er stækrt eroderet af vandet.

## Lower Yellowstone Falls
De nedre fald er 94 meter høje eller næste dobbelt så høje som Niagaravandfaldene. Imidlertid er vandmængden der løber gennem Niagravandfaldene langt større, hvilket skyldes flodens bredde. Ved faldene er St. Lawrencefloden omkring 800 meter bred, mens Yellowstonefloden er ca. 22 meter.
De nedre fald falder fra et plateau af knap 600.000 år gammel rhyolite. Målt i vandgennemstrøming er faldene de største i Rocky Mountains. Mængden varierer mellem 19 m3 pr. sekund i tørtiden om efteråret til omkring 240 m3 pr. sekund når vinterens sne smelter i bjergene om foråret.

## Udsigtspunkter
Der er i dag flere udsigtspunkter, hvorfra det er muligt at se faldene. En vej går langs vestsiden af kløften og her er der indrettet flere parkeringspladser, hvorfra stier fører til udsigtspunkterne. En af disse stier fører stejlt ned til kanten af Lower Falls, over en strækning på omkring 600 meter. På den østlige side af faldene er det muligt at gå ned at trapper til et udsigtspunkt. 
De nederste fald ligger lige øst for Canyon Village i nationalparken. En vej fører fra landsbyen til fire udsigtspunkter, hvoraf der fra det sidste går en sti til toppen af faldene.

## Eksterne links
- Yellowstone vandfald (engelsk)
- Yellowstiones Grand Canyon gennem tiden Arkiveret 2. maj 2010 hos  Wayback Machine

44°43′05″N 110°29′46″V / 44.718°N 110.496°V